# ازدواج ژاندارم
ازدواج ژاندارم (به فرانسوی: Le gendarme se marie) فیلمی محصول سال ۱۹۶۸ و به کارگردانی ژان ژیرو است. در این فیلم بازیگرانی همچون لوئی دوفونس، ژنویو گراد، میشل گالابرو، ژان لوفور، کریستین مرین، کلود ژانساک و دوناتلا توری ایفای نقش کرده‌اند.